# Euphranta borneana
Euphranta borneana är en tvåvingeart som beskrevs av Hardy 1983. Euphranta borneana ingår i släktet Euphranta och familjen borrflugor. Inga underarter finns listade i Catalogue of Life.